# 陳壽 (國子生)
陳壽（？—1411年），湖廣行省德安府隨縣（今湖北省隨州）人，明朝政治人物。

## 生平
洪武年間，其以國子監生授戶部主事。永樂元年，升爲戶部員外郎，后出任山東參政。因夏原吉推薦，召為工部左侍郎。皇太子監國時候，其建議陳兵民困，應當見面官員恩澤。太子對其非常尊敬，經常送其離去，并對旁邊侍臣說：“他是侍郎第一人。”永樂九年，因為漢王朱高煦誣陷而下獄，獄中拒受官署饋贈，后死於獄中。明仁宗即位后，贈工部尚書，諡敏肅，命其子為中書舍人。
與壽同下獄死者，有馬京、許思溫等人。